# Śluby lwowskie

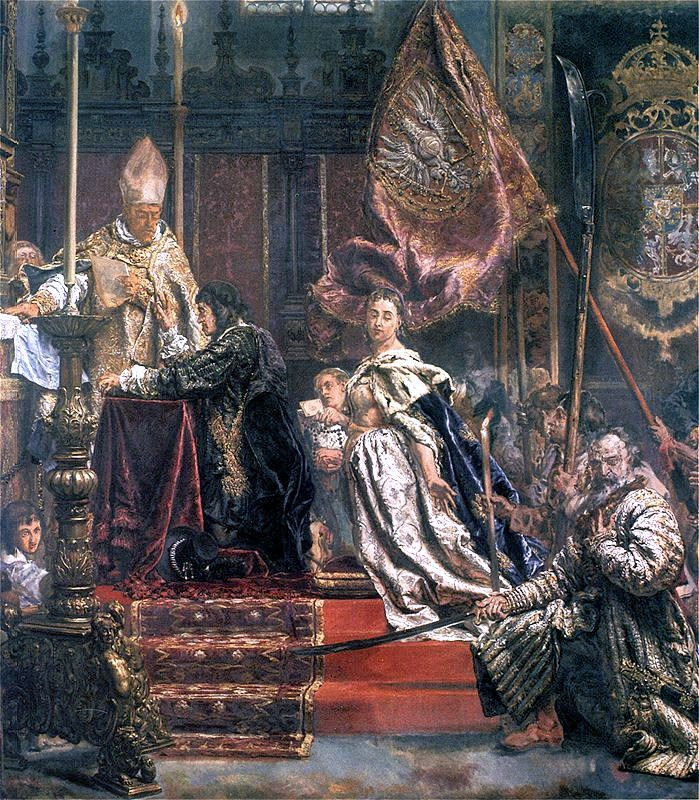
Śluby lwowskie Jana Kazimierza, fragment obrazu Jana Matejki

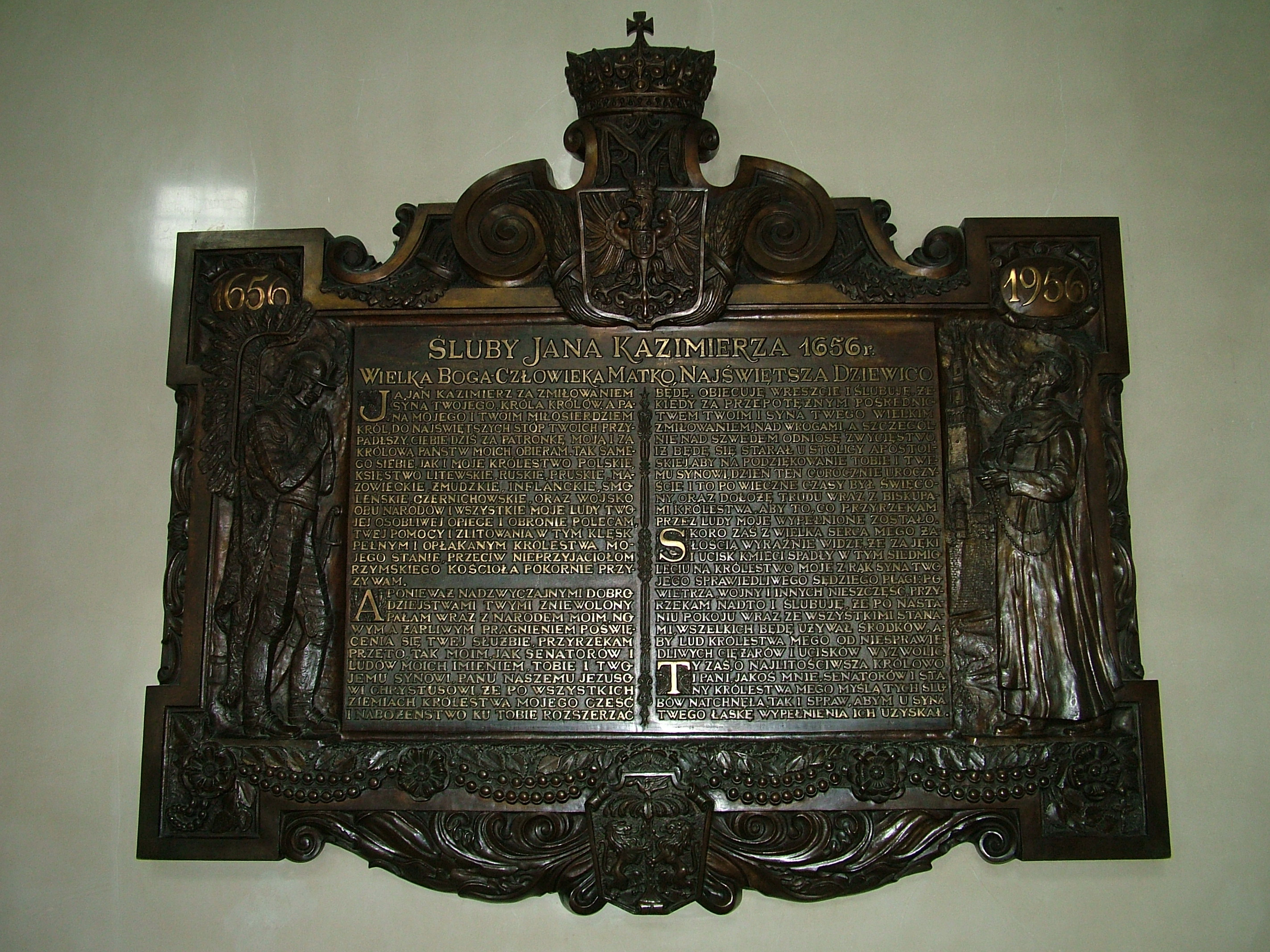
Tablica pamiątkowa z tekstem ślubów w sali rycerskiej katedry na Jasnej Górze

Śluby lwowskie – ślubowanie złożone 1 kwietnia 1656 roku, w czasie potopu szwedzkiego, przez króla Jana II Kazimierza Wazę w katedrze Wniebowzięcia Najświętszej Maryi Panny we Lwowie podczas mszy świętej odprawianej przez nuncjusza Pietro Vidoniego przed obrazem Matki Bożej Łaskawej.

## Znaczenie ślubów
Rzeczpospolita była prawie w całości opanowana przez Szwedów i Rosjan. Przyrzeczenia królewskie miały poderwać do walki z najeźdźcami całe społeczeństwo. Król oddał Rzeczpospolitą pod opiekę Matki Bożej, którą nazwał Królową Korony Polskiej i obiecał, że poprawi sytuację chłopów i mieszczan, kiedy tylko kraj zostanie uwolniony spod okupacji. Po ślubowaniu króla, w imieniu senatorów i szlachty, podobną rotę odczytał podkanclerzy koronny biskup krakowski Andrzej Trzebicki, zaś wszyscy obecni powtarzali słowa jego ślubowania. Obietnice wobec niższych stanów nie zostały zrealizowane z powodu stanowczego sprzeciwu szlachty.
Ślubów tych dokonano z inicjatywy królowej Polski Ludwiki Marii Gonzagi, wzorowane były na ślubach kardynała Armanda Jeana Richelieu, który dwadzieścia lat przedtem, po pokonaniu swoich wrogów w wojnie trzydziestoletniej, oddał Francję pod opiekę Matki Bożej.
Wg niektórych współczesnych badaczy autorem tekstu ślubów lwowskich nie był Andrzej Bobola.